# 앤슬리 콜
앤슬리 콜(영어: Ansely J. Coale, 1917-2002)은 1917년 11월 14일 미국 메릴랜드주 볼티모어 출신의 인구학자이다.